# 연방노동사회부 (독일)
연방노동사회부(독일어: Bundesministerium für Arbeit und Soziales, BMAS 영어: Federal Ministry of Labour and Social Affairs)는 독일연방공화국의 연방내각 부처이다. 본청은 베를린에, 제2청이 본에 소재하고 있다. 현재 장관은 독일 사회민주당의 후베르투스 하일이다.
독일 제국 노동국(독일어: Reichsarbeitsamt)의 후신으로 1919년 2월 13일에 바이마르 공화국의 노동부가 출범하였다. 전후에 서독 제1기 아데나워 내각에서 1949년 9월 20일 노동부를 재건하였고, 제2기 슈뢰더 내각에서 각각 연방경제노동부와 연방건강사회보장부로 나뉘었다가 2005년 독일 총선 이후에 현재로 통합되었다.